# Guarapari Esporte Clube
Il Guarapari Esporte Clube, noto anche semplicemente come Guarapari, è una società calcistica brasiliana con sede nella città di Guarapari, nello stato dell'Espírito Santo.

## Storia
Il club è stato fondato il 12 giugno 1936. Ha vinto il Campionato Capixaba nel 1987. Ha partecipato al Campeonato Brasileiro Série B nel 1983, dove è stato eliminato alla prima fase.

## Palmarès

### Competizioni statali
- Campionato Capixaba: 1

1987